# Авиационная улица (Горелово)
Авиацио́нная улица — улица в Горелове. Начинается от промышленных зон, находящихся на территории Ленинградской области. Соединяет Дачную и Железнодорожную улицы. Ближайшая железнодорожная станция — Горелово.
Название улице было дано в 1950-х годах в связи с нахождением рядом авиационной воинской части.
20 июля 2010 года улица была продлена на восток от Дачной улицы.

## Пересекает следующие улицы и проезды
- Железнодорожная улица
- Садовая улица
- Центральная улица
- Шоссейная улица
- Красносельское шоссе
- Социалистическая улица
- улица Коммунаров
- Набережная улица
- Московская улица
- Парковая улица
- Дачная улица